# Hương vị cuộc sống
Hương vị cuộc sống (Hán Việt: Cam vị nhân sinh; tiếng Anh: Taste of Life; tiếng Trung:甘味人生; Pe̍h-ōe-jī: kambi jinseng; nghĩa đen là "Hương vị ngọt ngào của cuộc sống") là câu chuyện về một đại gia đình có nghề truyền thống làm nước tương thủ công. Bộ phim khắc họa nên hình ảnh những cá nhân trong gia đình cùng cố gắng để giữ gìn cơ nghiệp, tuy nhiên, những biến cố bất ngờ trong đời sống cũng tạo nên nghịch cảnh khiến gia đình họ không ít lần điêu đứng. Chỉ khi các thành viên trong gia đình gạt đi những cái tôi ích kỷ của bản thân, cơ nghiệp lâu năm của gia đình mới có thể duy trì và gìn giữ. Qua những mất mát, hy sinh, mọi người mới nhận ra mái ấm gia đình mới chính là nơi dẫn bước ta đến với hạnh phúc và niềm hy vọng. Bộ phim được trên truyền hình Hokkien của Đài Loan, bắt đầu phát sóng trên đài SET Taiwan tại Đài Loan vào ngày 28 tháng 7 năm 2015, từ thứ Hai đến thứ Sáu. Sau này được VTVcab mua bản quyền phát sóng tại Việt Nam trên kênh VTVcab5 - Echannel.

## Tóm tắt
Chu-Tsai, Chao và vợ cùng năm người con đã dành cả đời để phát triển sản phẩm nước tương, Chu-Tsai hy vọng một trong những đứa con của mình có thể tiếp bước và tiếp quản công việc kinh doanh của mình, nhưng anh luôn biết rằng ai cũng có ước mơ và hoài bảo riêng. Vì giấc mơ phát triển xưởng nước tương của cha họ, cuộc sống của anh em Chao đã thay đổi...

## Phát Sóng
| Kênh Truyền Hình  | Quốc Gia, Vùng lãnh thổ | Ngày Phát Sóng                                                                | Thời gian phát sóng |
| ----------------- | ----------------------- | ----------------------------------------------------------------------------- | --- |
| SET Taiwan        | Đài Loan                | 28 tháng 7, 2015 – 14 tháng 6, 2017                                           | Thứ Hai đến Thứ Năm hằng tuần 20:00 - 22:30 (UTC+8)                                                                                 |
| Drama SET         | Đài Loan                | Ngày 4 tháng 8, 2015 - 20 tháng 7, 2017                                       | Thứ Hai đến Thứ Năm hằng tuần 20:00-22:30 Thứ Sáu 20:00-22:15 (UTC+8)                                                               |
| Kênh Jia Le       | Singapore               | Ngày 14 tháng 4 năm 2016 - ngày 7 tháng 3 năm 2018                            | Thứ Hai đến Thứ Sáu hằng tuần, 19:00 - 21:15 (UTC+8)                                                                                |
| Kênh 8 Mediacorp  | Singapore               | 7 tháng 11, 2018 -                                                            | Từ thứ Hai đến thứ Sáu hằng tuần 16:30 - 17:30 (UTC+8)(lồng tiếng Quan Thoại)                                                       |
| Astro Hua Hee Dai | Malaysia                | 24 tháng 7 năm 2016 - 19 tháng 3 năm 2017 27 tháng 3, 2017 - 29 tháng 8, 2019 | Chủ nhật hằng tuần 16:30 - 18:30 Hai tập (bắt đầu từ tập 1) Thứ Hai đến thứ Sáu hằng tuần 11:30 - 13:30 Hai tập (từ tập 69) (UTC+8) |
| VTVCab 5 Echannel | Việt Nam                | ngày 1 tháng 9 năm 2016 - ngày 11 tháng 4 năm 2018                            | 18:00 hằng ngày (UTC+7) |
| THVL3             | Việt Nam                | 28 tháng 9 năm 2019 - 31 tháng 7 năm 2022                                     | 20:00 Hằng Ngày (từ tập 1 đến tập 605) 19:00 Hằng Ngày (từ tập 606 đến tập cuối <1181>) (UTC+7)                                     |

## Dàn diễn viên

### Dàn diễn viên của thế hệ đầu tiên

#### Nhà họ Zhao (bán tương Cai Kee, cửa hàng Qiyun)
- Liêu Tuấn Đào trong vai Zhao Xinda.
- Phương Văn Lâm trong vai Li Jinxiu.
- Lý Lượng Cần trong vai Huang Yushan.
- Huang Wenxing trong vai Zhao Xiduo.

#### Nhà họ Zhou
- Yang Qinghuang trong vai Zhou Jinbang.
- Lương Gia Dung trong vai Guo Caiyun.
- Liang Zhe trong vai Zhou Xiaoming.
- Xu Junjun trong vai Luo Caiyan.